# 林日光
林日光，字君向，號平山，福建福州府福清縣，明朝政治人物，同進士出身。

## 生平
天启四年（1624年）举人，崇禎十三年（1640年）庚辰科三甲進士，历工部主事、苏州知府。官至广西苍梧道副使。